# Herly Alcázar
Herly Enrique Alcázar Vélez (* 30. Oktober 1976 in Cartagena) ist ein kolumbianischer Fußballspieler. Der Stürmer gewann mit Once Caldas die Copa Libertadores 2004 und bestritt ein Länderspiel.

## Karriere

### Verein
Herly Alcázar begann seine Karriere 1995 bei den Millonarios, nachdem er 1992 auf Empfehlung von Waltinho in die Jugend des Klubs gekommen war. Er debütierte unter Trainer Vladica Popović, konnte sich aber nicht im Team durchsetzen und schloss sich 1998 Deportivo Pasto an. Auch danach wechselte Alcázar häufig den Verein und blieb nie länger als zwei Jahre bei ein und demselben Klub. Unter seinen Vereinen waren Stationen in Peru bei Cienciano, Sporting Cristal und Universidad San Martín, in Chile bei Universidad de Chile und bei CD O’Higgins sowie in Mexiko bei Chiapas FC. Mit dem heimischen Klub Once Caldas gewann er die Copa Libertadores 2004, nachdem die Boca Juniors im Finale im Elfmeterschießen geschlagen wurden. Bei den Feierlichkeiten im Stadion beschädigte Alcázar die Trophäe.

### Nationalmannschaft
Für die kolumbianische Nationalmannschaft bestritt Alcázar im Juni 2003 sein einziges Länderspiel. Beim Freundschaftsspiel gegen Ecuador wurde der Offensivakteur zur zweiten Spielhälfte für Elkin Murillo eingewechselt. Beim anschließenden FIFA-Konföderationen-Pokal 2003 stand Alcázar im Kader, kam aber nicht zum Einsatz.

## Sonstiges
Bei seinem Karriereende traf sich Alcázar mit seinem Jugendfreund Alex de Ávila in einer Bar nahe Barranquilla, der einen Disput mit einem Paar hatte. Dieses Paar verließ die Bar und kam nach 15 Minuten mit Schusswaffen wieder. Alex de Ávila starb sofort und Alcázar überlebte mit vier Kugeln, die seinen Körper getroffen hatten. Zwei Monate nach der Tat wurde der Haupttäter gefasst und zu einer Haftstrafe verurteilt. Nach dreieinhalb Jahren wurde er jedoch für unschuldig erklärt und freigelassen.

## Erfolge
Once Caldas
- Copa-Libertadores-Sieger: 2004